# Paolo Vinassa de Regny
Paolo Eugenio Vinassa de Regny (Firenze, 11 luglio 1871 – Cavi di Lavagna, 18 marzo 1957) è stato un geologo e paleontologo italiano.

## Biografia
Nato a Firenze nel 1871, si è laureato in Scienze naturali all'Università di Pisa, iniziando poi a insegnare in alcuni atenei italiani. Ottiene in seguito la medesima cattedra di Geologia che era stata retta da Antonio Stoppani e da Torquato Taramelli presso l'Università degli Studi di Pavia, di cui è stato rettore. Precedentemente aveva insegnato negli atenei di Perugia (qui ha fondato il laboratorio di geologia agraria), Catania e Parma, dove ha riorganizzato il Museo geologico e mineralogico. Esploratore in Libia e in Dancalia (Africa), di cui ha delineato le prime mappe geografiche e studiato per primo le insistenze geologiche. È stato direttore di numerose missioni geologiche e minerarie, in particolare in Russia (Siberia occidentale), nel Montenegro, in Indonesia (Timor e Borneo), sull'Himalaya (Karakorum), nel Dodecaneso, nella Tripolitania e in Eritrea.

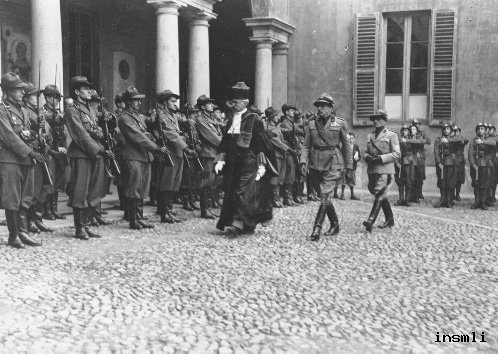
Il Rettore Vinassa de Regny in toga all'inaugurazione dell'anno accademico 1938 mentre la Milizia universitaria di Pavia rende gli onori

È stato autore di oltre trecento pubblicazioni nei campi della geologia, geochimica, fisica, geografia, paleontologia, biologia e botanica, dirigendo la «Geologisces Zentralblatt» e la «Rivista Italiana di Paleontologia», nonché fondando il «Giornale di Geologia pratica». Presidente della Società Geologica Italiana nel 1932, è stato membro dell'Accademia dei Lincei e socio di numerose istituzioni scientifiche, fra le quali l'Accademia Nazionale delle Scienze, l'Accademia Gioenia e l'Istituto lombardo di scienze e lettere
Durante la prima guerra mondiale, si è arruolato volontario nel corpo degli alpini e ha ricevuto la croce al merito di guerra. È stato insignito, altresì, delle onorificenze di cavaliere dell'Ordine della Corona d'Italia e dell'Ordine dei Santi Maurizio e Lazzaro e di commendatore dell'Ordine coloniale della Stella d'Italia.
Professore di Geologia nelle Università di Perugia, Catania, Parma e Pavia dove organizzò la prima riunione di tutti gli scienziati e geologi Europei ed Extraeuropei per il centenario della morte di Spallanzani; dal 1935-36 al 1938-39 fu Rettore dell'Università di Pavia.
All'attività scientifica possiamo aggiungere quella letteraria sempre di primo piano. Importante tra le sue centinaia di pubblicazioni è anche la sua critica alla Divina Commedia, che lui esplorò in uno degli aspetti più trascurati ma più caratteristici dell'Alighieri e cioè la tradizione Pitagorica spiegata dal professore nel suo libro "Dante e Pitagora" dove svelò l'abissale mistero del divino poema.
Nel 1921 fu nominato segretario del Partito Nazionale Fascista di Parma. La segreteria di Vinassa de Regny, di provenienza nazionalista, causò l'uscita polemica di parte dei fascisti vicini alle correnti di sinistra. Il 30 aprile 1921 fu indetta una nuova assemblea che vide la vittoria della corrente di sinistra che faceva capo all'avvocato Alessandro De Castro che assunse la segreteria.
Nominato senatore il 27 aprile 1934, è stato membro di diverse commissioni parlamentari (Educazione Nazionale e Cultura popolare; Affari dell'Africa Italiana). È morto nel 1957 a Cavi di Lavagna, dove è stato sepolto.

## Opere

### Geologia
- Un'escursione nelle Alpi venete - Soc. Tosc. di Sc. Nat., Processi verbali, gennaio 1894. Pisa 1894.
- Nota preliminare sui terremoti fiorentini del 1895 (in coll. col P. Prof. G. Giovannozzi e coll'Ing. P. Pimpinelli) - Soc. Tosc. di Sc. Nat., Processi verbali, luglio 1895. Pisa 1895.
- Brevi appunti sul terremoto fiorentino del 18 maggio 1895 - Tip. Nistri e Conzp. Pisa 1896.
- Alcune osservazioni sul terziario delle Alpi venete - Soc. Tosc. di Sc. Nat., Processi verbali, marzo 1897. Pisa 1897.
- La posizione stratigrafica del Piano di Priabona - Riviste Ital. di Paleontologia, III, 3-4. Parma 1897.
- Il settimo Congresso geologico internazionale in Russia - Rivista Ital. di Paleontologia, III, 5. Parma 1897.
- Studi geologici sulle rocce dell'Appennino bolognese. I. Le rocce dei dintorni di Gaggio Montano - Boll. Soc. GeoI. Ital., XVIII, 1. Roma 1899.
- L'ottavo Congresso geologico internazionale a Parigi - Rivista Ital. di Paleontologia, V, I. Bologna 1899.
- Appunti di geologia montenegrina - Boll. Soc. Geol. Ital., XX, 4. Roma 1901.
- Tracce glaciali nel Montenegro - Rend. R. Acc. dei Lincei, 5, X. 2 º sem., Il. Roma 1901.
- Note geologiche sulla Tripolitania - Rend. R. Acc. Sc. Bologna, 1901-02. Bologna 1902.
- Osservazioni geologiche sul Montenegro orientale e meridionale - Boll. Soc. Geol. Ital., XXI, 3, pp. 84 e 3 fig. Roma 1902.
- Die Geologie Montenegros und der albanesischen Grenzgebietes - Compte Rendu, IX congres géol. intern., pp. 12 e 1 carta geol. Wien 1903.
- Metodo grafico per l'indicazione delle pieghe sulle carte geologiche - Giornale di Geologia pratica, III, I. Perugia 1905.
- Osservazioni geologiche sui dintorni di Paularo (in collaborazione con M. Gortani) - Boll. Soc. Geol. Ital., XXIV, I, pp. 20, I carta e I tav. Roma 1905.
- Fenomeni glaciali al Piano del Castelluccio - Boll. Soc. Geol. Ital., XXIV, z. Roma 1905.
- Sulla tettonica delle montagne albanesi - Boll. Soc. Geol. Ital., XXIV, 2. Roma 1905.
- Sulla scoperta del Carbonifero a Forca Moraret - Boll. Soc. Geol. Ital., XXIV, 2. Roma 1905.
- Nuove ricerche sui terreni compresi nella tavoletta «Paluzza» (in collaborazione con M. Gortani) - Boll. Soc. GeoI. Ital., XXIV, 2. Roma 1905.
- A proposito dell'esistenza del Culm nelle Alpi carniche - Rend. R. Acc. dei Lincei, 5, XV, 1º sem., 11-12. Roma 1906.
- Sull'estensione del Carbonifero superiore nelle Alpi carniche - Boll. Soc. Geol. Ital., XXV, 2. Roma 1906.
- Zur Kulmfrage in den Karnischen Alpen - Verh. k.k. geol. Rcichsanstalt, N. 7. Wien 1906.
- Appunti di geologia umbra - Boll. Soc. Geol. Ital., XXV, 3. Roma 1906.
- Sull'applicazione del planimetro allo studio della costituzione minerale delle rocce - Boll. Soc. Geol. Ital., XXVI, 3. Roma 1907.
- Osservazioni geologiche sui dintorni di Rosìa - Memorie Soc. Tosc. Sc. Nat., XXIV. Pisa 1908.
- Nuove osservazioni geologiche nel nucleo centrale delle Alpi carniche - Soc. Tosc. di Sc. Nat., Processi verbali, maggio 1908. Pisa 1908.
- Sui calcari cavernosi dei dintorni di Uliveto - Boll. Soc. Geol. Ital., XXVII, I. Roma 1908.
- Nuove osservazioni sul nucleo centrale carnico (in collaborazione con M. Gortani) - Rend. R. Acc. dei Lincei, 6, Il, 10-11. Roma 1909.
- I nuovi monti Riccò - Boli. Acc. Gioenia, 2. XII. Catania 1910.
- L'eruzione dell'Etna del marzo 1910 - Bull. Club Alpino Ital., XXIX, 5. Torino 1910.
- La colata lavica dell'eruzione etnea 1910 - Boli. Acc. Gioenia, 2. XIII. Catania 1910.
- Per la storia dell'eruzione etnea - Arch. Sicilia orientale. Catania 1910.
- Rilevamento geologico della tavoletta Paluzza - Boli. R. Comitato geologico, XLI, I. Roma 1910.
- Le pellicole di collodio nello studio dei fossili e dei minerali (in collaborazione con Buscalioni) - Menz. Acc. Gioenia, 5, III. Catania 1910.
- Il motivo tettonico del nucleo centrale carnico (in collaborazione con M Gortani) - Boll. Soc. Geol. Ital., I. Roma 1911.
- Rilevamento nelle tavolette Paluzza e Prato carnico - Boll. R. Comitato geologico, XLII, 3. Roma 1912.
- L'eruzione etnea del 1910 (in collaborazione). Vol. di 300 pag. e 11 tav – Mem. Acc. Gioenia, 5, 4. Catania 1912.
- Cenni geologici sulla Libia italiana - Boli. Soc. Africana d'Italia, XXXI, 1-4. Napoli 1912.
- Studi sulle Alpi venete - Boli. R. Comitato geologico, XLIII, I. Roma 1912.
- Sur le Paléozoique des Alpes carniques (in collaborazione con M. Gortani) - Compte Rendue Congr. géol., 8 pag. e 1 tav. Stochkolm 1912.
- Notizie geologiche sulla Tripolitania - Boll. Soc. Geol. Ital., XXXII. Roma 1913.
- Note geologiche sulla Libia italiana - Atti Soc. per il Progresso d. Scienze, IV Riun. Genova. Roma 1913.
- Rilevamento dell'Avanza e della Val Pesarina - Boli. R. Comitato geologico, XLIII, 4. Roma 1913.
- Le condizioni geologiche della conca di Volaia e dell'alta Valentina (in collaborazione con M. Gortani) - Boll. Soc. Geol. Ital., XXXII. Roma 1913.
- Die geologische Verhaltnisse am Wolayersee - Verh. k. k. Reichsanstalt, N. 2. Wien 1914.
- Ordoviciano e neosilurico nei gruppi del Germula e di Lodin - Boli. R. Comitato geologico, XLIV, 3. Roma 1915.
- L'ordoviciano del Portixeddu presso Flumini maggiore - Rivista Ital. di Paleontologia, XXIV, 3-4. Perugia 1919.
- La trasgressione neocarbonifera nelle Alpi carniche e nelle Caravanche (in collaborazione con M. Gortani) - Rend. R. Acc. dei Lincei, 5, XXVIII, 2 º sem., 3. Roma 1919.
- Sull'età e la posizione di alcuni scisti nelle Alpi (in collaborazione con M. Gortani) - Rend. R. Acc. dei Lincei, 5, XXX, 2º sem., 3-4. Roma 1921.
- Dancalia. Vol. di 140 pag. e XIV tav. Roma, Alfieri e Lacroix, 1922.
- Il Mesozoico della Dancalia centrale - Rend. R. Acc. dei Lincei, 5, XXXIII, 2 º sem., 1-2. Roma 1924.
- L'ordoviciano del Passo di Volaia - Rivista Ital. di Paleontologia, I, 3-4. Pavia 1925.
- La misura dello spessore delle pieghe. I-II - Boll. Soc. Geol. Ital., XLV, I. Roma 1926.
- Sezioni geologiche - Atti Soc. Ital. di Sc. Nat. Milano 1927.
- Algonchiano - Enciclopedia Italiana, 1928.
- Archeano - Enciclopedia Italiana, 1929.
- Cambriano - Enciclopedia Italiana, 1930.
- La geologia delle Alpi dancale - Boll. Soc. Geol. Ital., L, I. Roma 1931.
- Le giaciture delle rocce eruttive del Gharian - Rend. R. Ist. Lomb., 2, LXIV, I-5. Milano 1931.
- I depositi di Ghelelli, del Gali koma e del lago Afrera nella depressione dancala - Rend. R. Acc. dei Lincei, 6, XIII, 1º sem 2. Roma 1931.
- Alcuni capisaldi per la geologia del Monte Pisano - Boll. Soc. Geol. Ital., LI, I. Roma 1932.
- Breve guida delle escursioni geologiche in Libia - Boll. Soc. Geol. Ital., LI, I. Roma 1932.
- Contribuzioni alla conoscenza della geologia della Libia - Boli. Soc. Geol. Ital., LI, 2. Roma 1932.
- Sull'età dei calcari bianchi marmorei del M. Pisano - Rend. R. Acc. dei Lincei, 6, XVII, 1º sem., 5. Roma 1933.
- La carta geologica d'Italia - La Ricerca scientifica, IV, I, fase. 8. Roma 1933.
- I fossili e l'età dei calcari marmorei toscani - Boll. Soc. Geol. Ital., LII, I. Roma 1933.
- Sull'età del calcare bianco della montagna del Casale presso Palermo - Rend. R. Acc. dei Lincei, 6, XVII, 1º sem., 12. Roma 1933.
- La Valle Visdende - L'Universo, XV, pp. 32 e I carta geologica. Firenze 1934.
- Siluriano - Enciclopedia Italiana, 1936.
- Dancalia. Vol. di 160 pag. e 12 tav. - Coli. Sudi coloniali, 3-4. Milano 1938.

### Geologia Pratica
- I pozzi artesiani del Comune di Cascina - Boll. Soc. Geol. Ital., pp. 16 e 1 carta geologica. Roma 1898.
- Un nuovo pozzo artesiano nel Comune di Cascina - Boll. Soc. Geol. Ital., XVIII. Roma 1899.
- La sorgente acidulo-alcalino-litiosa di Uliveto - Atti Soc. Tosc. pc. Nat., Memorie, XVII, pp. 20 e 1 carta geologica. Pisa 1900.
- Carte geologiche e carte agronomiche - Annali Soc. agraria. Bologna 1900.
- A proposito delle condizioni geologiche dei dintorni della Cerreta (Rioveggio).
- In Ducati: Sullo sbarramento di Val di Setta. Bologna 1901.
- I calcari da cemento dei dintorni di Modigliana - Boll. Soc. Geol. Ital., XXI, I. Roma 1902.
- Geologia agraria. Lezioni alla R. Università di Bologna - Autografia. Bologna 1903.
- Un nuovo levigatore per l'analisi meccanica - Giornale di Geologia pratica, I, 4. Genova 1903.
- Osservazioni sui terreni della Tripolitania settentrionale - Giornale di Geologia pratica, 1, 6. Genova 1904.
- Le frane di Orvieto - Giornale di Geologia pratica, II, 4, pp. e 3 carte geologiche, 1 tavola. Perugia 1904.
- Nozioni di Geologia agraria. Volume di pp. 312 e 255 fig. Pisa, Spoerri, 1905.
- A proposito delle frane di Orvieto - Giornale di Geologia pratica, IV. Perugia 1906.
- La geologia nell'agricoltura - la rivista agricola, II, 23. Roma 1906.
- Le acque sotterranee della piana di Norcia - Italia agricola, XLIII, 13. Casale, luglio 1906.
- L'acqua per il Comune di Cascina - Giornale di Geologia pratica. IV, 5. Perugia 1906.
- Il terreno. Volume di pp. 212 e 187 fig. Milano, Vallardi, 1906. Sul comportamento dei minerali nel terreno Stazioni sperimentali agrarie italiane, XLI, I. Modena 1908.
- Le condizioni idrologiche dei dintorni di Magione (Perugia). Giornale di Geologia pratica, VI. Perugia 1908.
- Su talune acque sotterranee del Monte Pisano - Giornale di Geologia pratica, VI, I. Perugia 1909.
- Per le acque sotterranee delle Puglie - Giornale di Geologia pratica, VII, 5. Perugia 1909.
- La seconda conferenza agrogeologica internazionale - Giornale di Geologia pratica, VIII, 5. Perugia 1910.
- Ricerche geoidrologiche in Eritrea - L'Agricoltura coloniale, V, 9-10. Novara 1911.
- Terreni e culture della nuova terra d'Itali' - Il Coltivatore, 58, N. 1-8. Casale 1912.
- Il problema forestale della nuova terra italiana - L'Alpe. Bologna 1912.
- I terreni della Cirenaica e la relazione della Ito - Giornale di Geologia pratica, X, I. Parma1912.
- Terreni e culture della nuova terra d'Italia - Rivista d'Italia, XV, I. Roma 1912.
- L'acqua nella colonia eritrea - Natura, voi. III. Milano 1912.
- Relazione in causa Tonnare - Soc. Malfidano (in collaborazione con Schincaglia e Paolucci), pp. 36 e 14 tavole. Paris, Chiaix, 1913.
- Relazione sull'Asbesto del S. Vittore, pp. 44, 1 carta e 3 tav. Milano 1913.
- Gli studi agrogeologici in Italia - Boli. d. Istit. Internaz. di Agricoltura. Roma 1914.
- Per l'acqua sotterranea nelle Puglie - Agricoltura pugliese, V, 3. Barletta 1915.
- La terra rossa - Boli. d. Istit. Internaz. di Agricoltura, VI, 9. Roma 1915.
- L'acqua potabile per Salsomaggiore, Borgo S. Donnino e Busseto - Giornale di Geologia pratica, XIII, 3-4. Parma 1915.
- Le torbide della costiera iglesiente - Giornale di Geologia pratica, XIV, I, pp. 42 e 1 carta geol. Parma 1916.
- Sui petroli siciliani - Boli. Comm. gen. Combust. nazionali, II, 3. Roma 1918.
- Gli scisti bituminosi della Basilicata e della Sicilia - Boli. Comm. gen. Combust. nazionali. Il, 6. Roma 1918.
- Le miniere e i minerali utili del Trentino e dell'Alto Adige. Atti Soc. per il Progresso d. Scienze, X Riun. Pisa. Roma 1920.
- Cromite di Rodi - Boli. Cons. Inv. e Ricerche. Roma 1922.
- L'esplorazione elettrodinamica dei terreni aridi - Rivista della Tripolitania, 1, 3. Roma 1925.
- Le cave di S. Vittore - Miniera Italiana, pp. pp. e 16 fig. Roma 1927.
- Il terreno nell'offesa e nella difesa - Ann. R. Università di Pavia, 1928.
- L'acqua potabile per Bengasi - Boli. Gov. Cirenaica. Bengasi 1929.
- Materiali refrattari della Sardegna. Cagliari, Melis, 1931.
- Per la difesa delle acque sotterranee - Atti Soc. per il Progresso d. Scienze, XX Riun. Milano. Roma 1932.
- Le acque profonde della Libia - Boll. Soc. Geol. Ital., LI, 2. Roma 1932.
- L'Eritrea geologica e mineraria - Agricoltura coloniale, XXVII, 4. Firenze 1933.
- Problemi geologici sulla valorizzazione dell'A.O.I - Sec. lomb. Istit. coloniale fascista. Milano 1937.
- L'acqua in Africa - Echi e commenti, XIX, 25. Roma 1938.
- La sorgente acidulo-alcalino-litiosa di Uliveto. Nuova edizione, pp. 30 e 1 carta geologica. Livorno, Belforte, 1940.
- Geologia pratica - Materie prinze dell'Italia e dell'Impero, III, 5. Roma 1940.
- Attività della Commissione per gli studi di Roma larici (in collaborazione coi Proff. Bellincioni e Crema) La ricerca Scientifica, XI, 10. Roma 1940.

### Geochimica, Chimico-Fisica
- Sull'origine della terra rossa - Boll. Soc. Geol. Ital., XXIII. Roma 1904.
- I costituenti dell'involucro terrestre ed il numero molecolare. Rend. R. Acc. dei Lincei, 6, V, 1º sem., 4. Roma 1927.
- La costituzione della materia - Pubbl. Scuola fascista di alta cultura. Pavia 1927.
- Il numero elettronico e i costituenti terrestri - Rend. R. Acc. dei Lincei, I, V, 1º sem., 12. Roma 1927.
- La simmetria negli elettroni - Rend. R. Acc. dei Lincei, 6, VI, 2º sem., Il. Roma 1927.
- Il numero molecolare - Gazz. chimica ital. Roma 1928.
- Elettroni e simmetria - Nuovo cimento, IV, 10. Bologna 1927.
- L'inerzia geochimica degli elementi delle triadi - Rend. R. Acc. dei Lincei, 6, VII, 1º sem., I. Roma 1928.
- Elettronili simmetrici e molecole monoatomiche - Rend. R. Acc. dei Lincei, 6, VII, 1º sem., Il. Roma 1928.
- Elettronili simmetrici e molecole pluriatomiche - Rend. R. Acc. dei Lincei, 6, VII, 1º sem., 12. Roma 1928.
- La fusibilità degli elementi ed il numero elettronico - Rend. R. Acc. dei Lincei, 6, VIII, 2 º sem., 3-4. Roma 1928.
- Su talune leggi geochimiche - Boll. Soc. Geol. Ital., XLVII, 2. Roma 1928.
- Joni, numero elettronico e simmetria - Rend. R. Acc. dei Lincei, 6, IX, 1º sem., IO. Roma 1929.
- Le leggi dei rapporti parametrali semplici e le distanze dei componenti il sistema solare Rend. R. Acc. dei Lincei, 6, IX, 1º sem., 6. Roma 1929.
- Nozioni fondamentali introduttive alla geochimica. la ediz., Pavia 1931; 2ª ediz., Pavia 1934.
- Geochimica. Volume di 312 pag. e fig. Roma, Ed. della Ind. mineraria, 1931.
- Valenza e simmetria - Rend. R. Acc. dei Lincei, 6, XIII, 1º sem., 9. Roma 1931.
- La simmetria elettronica e i minerali - Periodico di Mineralogia, IV, 2. Roma 1933.

### Geografia
- Nella Tripolitania settentrionale - Boll. Soc. Geogr. Ital., 1905, 10-11. Roma 1915.
- Passi e valichi della Carnia - La Lettura, agosto 1915. Milano 1915.
- Cenni toponomastici sull'aita Carnia - La Geografia. Novara 1916.
- Confine naturale - Politica, aprile 1919. Roma 1919.
- Dancalia - Atti Congresso geografico. Firenze 1921.
- Sulla posizione di talune località della Dancalia - Boll. R. Soc. Geogr. Ital., 1924, 3-4. Roma 1924.
- Dancalia. Guida del T.C.I. per le colonie. Milano 1929.
- Via di penetrazione in Etiopia - Atti I Congresso di studi coloniali. Firenze 1931.
- Un'isola - Corsica antica e moderna. IV. Livorno 1935.
- Crociere coloniali - Rend. Il Congr. coloniale. Napoli 1935.
- Africa Orientale - Ticinum. Pavia 1936.
- Abissini, Cunama e Dancali - Illustr. del Medico, 27. Milano 1936.
- Come fu scoperto il lago Afrera - Le vie d'Italia, novembre 1936. Milano 1936.
- Un nuovo dispiacere geografico - Corsica antica e moderna, IV. Livorno 1938.

### Letteratura
- Dante e il simbolismo pitagorico, Fratelli Melita Editori, Genova, ristampa 1988, ISBN 9786050478693.